# Gare d'Espoo
La gare d'Espoo (en finnois : Espoon rautatieasema, suédois : Esbo järnvägsstation) est située dans le quartier Espoon keskus de la ville d'Espoo en Finlande.

## Situation ferroviaire
La gare d'Espoo est située sur la ligne d'Helsinki à Port de Turku entre les gares de Tuomarila et de Kauklahti. Elle est distante de 20 kilomètres de la Gare centrale d'Helsinki.

## Histoire

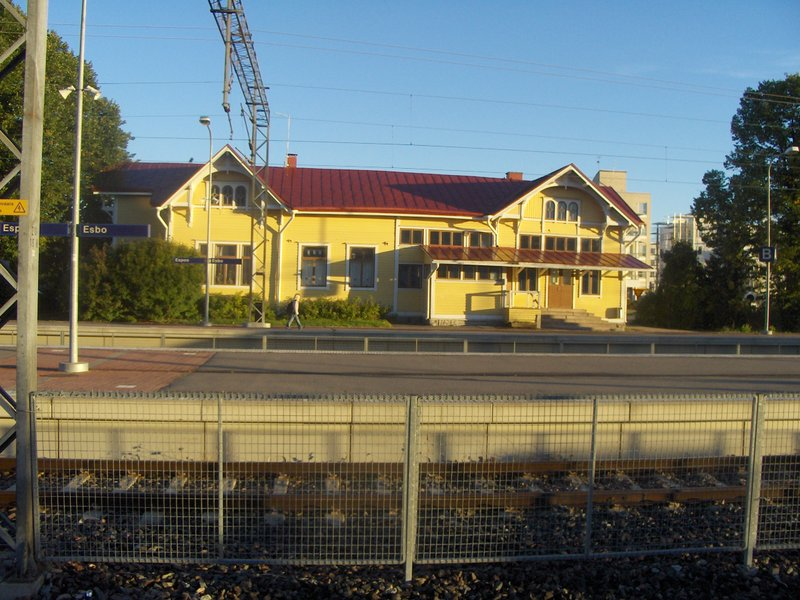
L'ancien bâtiment principal de la gare d'Espoo.

Conçue par l'architecte Bruno Granholm elle est construite en 1903 puis agrandie en 1909 et en 1955.

## Service des voyageurs

### Desserte
C'est la seule gare à Espoo où s'arrêtent les trains de grandes lignes.